# S4714
S4714 — звезда в созвездии Стрельца. Находится в скоплении, окружающем сверхмассивную чёрную дыру Стрелец A* (Sgr A*) в центре Млечного Пути.

## Наблюдения
Наблюдения производятся на интерферометре VLT с помощью инструментов NACO и SINFONI в ближнем ИК диапазоне (H+K 1.45 — 2.45μm).

## Орбитальные характеристики
S4714 движется по орбите вокруг Sgr A* с орбитальным периодом {\displaystyle t_{period}=12.0\pm 0.3} лет. При этом её орбита прецессирует на {\displaystyle \delta \phi =104.6\pm 76.3} угловых минут за каждый оборот. Звезда имеет самый большой эксцентриситет среди звезд возле Sgr A*. Её эксцентриситет имеет значение {\displaystyle \varepsilon =0.985\pm 0.011} ({\displaystyle \varepsilon =0} — окружность, {\displaystyle \varepsilon =1} — парабола). Звезда подходит к Sgr A* на расстояние {\displaystyle r_{p}=12.6\pm 9.3} астрономических единиц (1,8 млрд км или 153.66 радиусов Шварцшильда Sgr A*), обходя предыдущего рекордсмена S62, которая в максимальном сближении находилась на расстоянии 17.8 а.е. Скорость в перицентре составляет {\displaystyle v_{p}=23928\pm 8840} км/с (8 ± 3% от скорости света).